# Ansatz
Ansatz (del alemán, ‘estimación’ o ‘enfoque’, plural Ansätze) es un término comúnmente utilizado por físicos y matemáticos. Un ansatz es una solución estimada a una (o varias) ecuación(es) inicial(es) que describen un problema físico o matemático. Una vez se ha establecido un ansatz, las ecuaciones son resueltas teniendo en consideración las condiciones de frontera (si aplica). Si un ansatz es un sabio acierto, luego será legitimado por los resultados obtenidos. Algunas veces el ansatz contiene parámetros que pueden ser actualizados luego de la evaluación la calidad del resultado; este proceso de prueba y ajuste puede realizarse iterativamente hasta alcanzar el nivel de precisión deseado. De esta manera se puede mejorar el resultado de la aproximación.
Por ejemplo, dado un conjunto de datos experimentales, si al realizar una gráfica parecen estar agrupados alrededor de una línea, podría hacerse un ansatz de una función lineal para encontrar los parámetros de la línea mediante un ajuste de mínimos cuadrados. Algunos métodos de aproximación variacional usan ansätze y luego ajustan los parámetros.
Otro ejemplo son las ecuaciones de conservación de la masa y la energía que pueden ser consideradas como ansatz para los problemas más básicos de la termodinámica.
Sugerir soluciones para un sistema lineal homogéneo de ecuaciones diferenciales y sustituir directamente la solución dentro del sistema de ecuaciones puede ser otro ejemplo de un ansatz.